# Dinosaur Jr.
Dinosaur Jr. je americká rocková kapela, která vznikla v roce 1984. Kapela se v roce 1997 rozpadla, avšak v roce 2005 se dala znovu dohromady. Kapela se skládá z baskytaristy Lou Barlowa, kytaristy J Mascise a bubeníka jménem Murph.

## Studiová alba
- Dinosaur (1985)
- You're Living All Over Me (1987) – skladba „Little Fury Things“ z tohoto alba byla použita jako znělka televizního seriálu Dabing Street
- Bug (1988)
- Green Mind (1991)
- Where You Been (1993)
- Without a Sound (1994)
- Hand It Over (1997)
- Beyond (2007)
- Farm (2009) - skladba "Said The People" byla použita v britském seriálu Skins
- I Bet on Sky (2012)[1]
- Give a Glimpse of What Yer Not (2016)
- Sweep It Into Space (2021)